# Spencer Smythe
Spencer Smythe est un personnage de fiction, super-vilain appartenant à l'univers de Marvel Comics. Il apparaît pour la première fois dans The Amazing Spider-Man # 25 (Juin 1965). Il est le père de Alistair Smythe.

## Histoire
Le professeur Spencer Smythe était un expert en robotique et arachnide qui a demandé à J. Jonah Jameson de financer ses projets. Après avoir vu une démonstration montrant que le robot de Smythe pouvait détecter et suivre les araignées, Jameson embauche Smythe pour capturer Spider-Man. Jameson lui-même contrôle le robot, ce qui signifie que Spider-Man se retrouve pourchassé par une machine avec le visage de Jameson. Toutefois, Spider-Man s'échappe en quittant son costume de Spider-Man enveloppé dans les tentacules du robot.
Smythe, agacé par l'incapacité de son robot de capturer Spider-Man, se tourne vers le crime pour financer ses recherches et améliorer constamment ses robots, qu'il baptise Anti-Araignées. Cependant, ils ont toujours été vaincus par Spider-Man.
Finalement, la carrière criminelle de Smythe prit fin lorsque les matières radioactives, utilisées dans la fabrication des robots empoisonné, lui vouent à une mort lente et douloureuse. Il blâme Jameson et Spider-Man aussi pour sa mort imminente, Smythe les menotté entre eux avec une bombe programmée pour exploser dans les 24 heures, déterminé à les faire souffrir dans l'agonie de la mort inéluctable. Malheureusement pour Smythe, sa maladie était trop avancée pour survivre les 24 heures, et il expira convaincu qu'il avait tué les deux hommes responsables, mais ils se sont délivrés avant que la bombe explose.

## Autres médias
- Spencer Smythe apparaît dans le dessin-animé de Spider-man des années 1960-70 sous le nom de Henry Smythe.
- Spencer Smythe apparaît dans Spider-Man, l'homme-araignée. Il fut un scientifique de Norman Osborn avant de mourir dans une explosion. On découvre plus tard qu'il n'est pas mort et qu'il est dans un état Cryonie, ainsi son fils, Alistair Smythe, essaiera de le réveiller, mais il n'y arrivera jamais.

## Jeux Vidéo
- Le professeur Smythe apparaît dans la version PS2 et PSP de Spider-Man : Le Règne des ombres.